# Thomas D. White
Thomas Dresser White, né le 6 août 1901 à Walker et mort le 22 décembre 1965 à Washington, est un général des forces aériennes des États-Unis.
Il est le 4e Chief of Staff of the United States Air Force (1957-1961).